# 也門國家足球隊
也門國家足球代表隊是也門的國家足球代表隊，由也門足球協會管理，現時屬於國際足協及亞洲足球協會成員國之一。也門至2018年為止未參加過任何國際大賽的決賽週，在世界盃外圍賽階段從未取得過出線資格，而直到2019年亞洲盃才首次取得出線亞洲盃決賽周資格，不過也門在2019年亞洲盃分組賽三戰全敗出局。

## 歷史
阿布達利蘇丹國代表隊於1965年在埃及開羅的阿拉伯運動會首次亮相，並在兩場比賽中均告失利：以0–9輸給蘇丹，和以1–16輸給利比亞。與此同時，儘管北也門以0–4慘敗於敘利亞，卻以2–1擊敗阿曼。1966年4月，北也門在伊拉克巴格達的阿拉伯盃中首次亮相，並被分在第二組。他們在首場比賽中以1–4輸給敘利亞，三天後又以0–7被巴勒斯坦擊潰。4月5日，他們遭遇了更慘重的失利以0–13輸給利比亞，最終在小組中排名最後。同年北也門參加在柬埔寨舉行的新興力量運動會，並在首場比賽中以3–5輸給巴勒斯坦。
在柬埔寨的比賽後，北也門在十八年內沒有參加比賽，直到1984年重返賽場，試圖獲得1984年亞洲盃資格。他們在1984年10月的預選賽中被分在第三組，所有比賽均在印度加爾各答舉行。北也門在10月10日的首場比賽中以0–6輸給南韓，南韓的朴成華打入四球，丁海遠打入兩球。兩天後，他們以0–2輸給主辦國印度。10月15日，北也門以1–4輸給巴基斯坦，三天後又以同樣的比分輸給馬來西亞，北也門在小組中排名最後。北也門首次參加世界盃資格賽，目標是獲得1986年墨西哥世界盃名額。在資格賽的第一輪中被分在西亞區的第三組。北也門於1985年3月29日在薩那主場迎戰敘利亞，並以0–1輸掉比賽，失球發生在第70分鐘。4月5日，他們在科威特城以0–5輸給科威特。4月19日，北也門在大馬士革的阿巴斯體育場以0–3輸給敘利亞。4月26日，北也門在主場迎戰科威特，並在1萬名觀眾面前打入小組中的唯一進球，但最終以1–3落敗。1985年8月，北也門參加在摩洛哥拉巴特舉行的阿拉伯運動會，並被分在與沙特阿拉伯、阿爾及利亞和阿聯酋的組別中。他們在8月5日以0–2輸給沙特，8月7日以1–3輸給阿爾及利亞，並在8月9日以2–1擊敗阿聯酋，取得他們的首場勝利。1985年10月15日，北也門首次與亞洲和非洲以外的對手交手，在主場以0–2輸給墨西哥。

### 南北統一 (1990年代)
1990年5月22日，北、南也門宣佈統一，組建成立也門共和國 。作為一個新國家，隊長一職在比賽中輪流擔任，以促進「統一」的也門。
自1993年起，他們的首個重大任務將是1994年國際足總世界盃資格賽，因為他們沒有參加1992年的亞洲盃，也沒有參加阿拉伯盃。也門輸掉三場比賽，對中國輸了一場，對伊拉克輸了兩場。他們與約旦打成平局兩次，並戰勝中國和巴基斯坦。這使他們排名第三，距離第一的伊拉克還有五分，最終結束他們的首次世界盃資格賽。在1996年亞足聯亞洲盃外圍賽中，他們在首回合以0–4慘敗於沙特阿拉伯，但在第二回合中奮力拼搏，以0–1落敗。儘管最終排名最後，與吉爾吉斯斯坦同分，但也門唯一的可取之處是以1–0小勝吉爾吉斯斯坦，儘管在次回合中以1–3失利。隨著時間推移也門繼續掙扎。1998年世界盃資格賽提升了一些士氣，他們在印尼和柬埔寨之上排名第二。對於也門人來說，這是一個相當大的進步。

## 世界盃成績
| 國際足協世界盃              | 國際足協世界盃              | 國際足協世界盃              | 國際足協世界盃              | 國際足協世界盃              | 國際足協世界盃              | 國際足協世界盃              | 國際足協世界盃              | 國際足協世界盃              |                             | 外圍賽                      | 外圍賽                      | 外圍賽                      | 外圍賽                      | 外圍賽                      | 外圍賽                      |
| 年份                        | 成績                        | 排名                        | 賽數                        | 勝                          | 平                          | 負                          | 進球                        | 失球                        | 賽數                        | 勝                          | 平                          | 負                          | 進球                        | 失球                        |                             |
| 以 葉門穆塔瓦基利亞王國名義 | 以 葉門穆塔瓦基利亞王國名義 | 以 葉門穆塔瓦基利亞王國名義 | 以 葉門穆塔瓦基利亞王國名義 | 以 葉門穆塔瓦基利亞王國名義 | 以 葉門穆塔瓦基利亞王國名義 | 以 葉門穆塔瓦基利亞王國名義 | 以 葉門穆塔瓦基利亞王國名義 | 以 葉門穆塔瓦基利亞王國名義 | 以 葉門穆塔瓦基利亞王國名義 | 以 葉門穆塔瓦基利亞王國名義 | 以 葉門穆塔瓦基利亞王國名義 | 以 葉門穆塔瓦基利亞王國名義 | 以 葉門穆塔瓦基利亞王國名義 | 以 葉門穆塔瓦基利亞王國名義 | 以 葉門穆塔瓦基利亞王國名義 |
| --------------------------- | --------------------------- | --------------------------- | --------------------------- | --------------------------- | --------------------------- | --------------------------- | --------------------------- | --------------------------- | --------------------------- | --------------------------- | --------------------------- | --------------------------- | --------------------------- | --------------------------- | --------------------------- |
| 1930                        | 非國際足總成員              | 非國際足總成員              | 非國際足總成員              | 非國際足總成員              | 非國際足總成員              | 非國際足總成員              | 非國際足總成員              | 非國際足總成員              |                             | 非國際足總成員              | 非國際足總成員              | 非國際足總成員              | 非國際足總成員              | 非國際足總成員              | 非國際足總成員              |
| 1934                        | 非國際足總成員              | 非國際足總成員              | 非國際足總成員              | 非國際足總成員              | 非國際足總成員              | 非國際足總成員              | 非國際足總成員              | 非國際足總成員              |                             | 非國際足總成員              | 非國際足總成員              | 非國際足總成員              | 非國際足總成員              | 非國際足總成員              | 非國際足總成員              |
| 1938                        | 非國際足總成員              | 非國際足總成員              | 非國際足總成員              | 非國際足總成員              | 非國際足總成員              | 非國際足總成員              | 非國際足總成員              | 非國際足總成員              |                             | 非國際足總成員              | 非國際足總成員              | 非國際足總成員              | 非國際足總成員              | 非國際足總成員              | 非國際足總成員              |
| 1950                        | 非國際足總成員              | 非國際足總成員              | 非國際足總成員              | 非國際足總成員              | 非國際足總成員              | 非國際足總成員              | 非國際足總成員              | 非國際足總成員              |                             | 非國際足總成員              | 非國際足總成員              | 非國際足總成員              | 非國際足總成員              | 非國際足總成員              | 非國際足總成員              |
| 1954                        | 非國際足總成員              | 非國際足總成員              | 非國際足總成員              | 非國際足總成員              | 非國際足總成員              | 非國際足總成員              | 非國際足總成員              | 非國際足總成員              |                             | 非國際足總成員              | 非國際足總成員              | 非國際足總成員              | 非國際足總成員              | 非國際足總成員              | 非國際足總成員              |
| 1958                        | 非國際足總成員              | 非國際足總成員              | 非國際足總成員              | 非國際足總成員              | 非國際足總成員              | 非國際足總成員              | 非國際足總成員              | 非國際足總成員              |                             | 非國際足總成員              | 非國際足總成員              | 非國際足總成員              | 非國際足總成員              | 非國際足總成員              | 非國際足總成員              |
| 1962                        | 非國際足總成員              | 非國際足總成員              | 非國際足總成員              | 非國際足總成員              | 非國際足總成員              | 非國際足總成員              | 非國際足總成員              | 非國際足總成員              |                             | 非國際足總成員              | 非國際足總成員              | 非國際足總成員              | 非國際足總成員              | 非國際足總成員              | 非國際足總成員              |
| 以 北也門名義               |                             |                             |                             |                             |                             |                             |                             |                             |                             |                             |                             |                             |                             |                             |                             |
| 1966                        | 非國際足總成員              | 非國際足總成員              | 非國際足總成員              | 非國際足總成員              | 非國際足總成員              | 非國際足總成員              | 非國際足總成員              | 非國際足總成員              |                             | 非國際足總成員              | 非國際足總成員              | 非國際足總成員              | 非國際足總成員              | 非國際足總成員              | 非國際足總成員              |
| 1970                        | 非國際足總成員              | 非國際足總成員              | 非國際足總成員              | 非國際足總成員              | 非國際足總成員              | 非國際足總成員              | 非國際足總成員              | 非國際足總成員              |                             | 非國際足總成員              | 非國際足總成員              | 非國際足總成員              | 非國際足總成員              | 非國際足總成員              | 非國際足總成員              |
| 1974                        | 非國際足總成員              | 非國際足總成員              | 非國際足總成員              | 非國際足總成員              | 非國際足總成員              | 非國際足總成員              | 非國際足總成員              | 非國際足總成員              |                             | 非國際足總成員              | 非國際足總成員              | 非國際足總成員              | 非國際足總成員              | 非國際足總成員              | 非國際足總成員              |
| 1978                        | 非國際足總成員              | 非國際足總成員              | 非國際足總成員              | 非國際足總成員              | 非國際足總成員              | 非國際足總成員              | 非國際足總成員              | 非國際足總成員              |                             | 非國際足總成員              | 非國際足總成員              | 非國際足總成員              | 非國際足總成員              | 非國際足總成員              | 非國際足總成員              |
| 1982                        | 未參賽                      | 未參賽                      | 未參賽                      | 未參賽                      | 未參賽                      | 未參賽                      | 未參賽                      | 未參賽                      | 未參賽                      | 未參賽                      | 未參賽                      | 未參賽                      | 未參賽                      | 未參賽                      |                             |
| 1986                        | 未能晉級                    | 未能晉級                    | 未能晉級                    | 未能晉級                    | 未能晉級                    | 未能晉級                    | 未能晉級                    | 未能晉級                    | 4                           | 0                           | 0                           | 4                           | 1                           | 12                          |                             |
| 1990                        | 未能晉級                    | 未能晉級                    | 未能晉級                    | 未能晉級                    | 未能晉級                    | 未能晉級                    | 未能晉級                    | 未能晉級                    | 4                           | 0                           | 0                           | 4                           | 0                           | 5                           |                             |
| 以 葉門名義                 |                             |                             |                             |                             |                             |                             |                             |                             |                             |                             |                             |                             |                             |                             |                             |
| 1994                        | 未能晉級                    | 未能晉級                    | 未能晉級                    | 未能晉級                    | 未能晉級                    | 未能晉級                    | 未能晉級                    | 未能晉級                    |                             | 8                           | 3                           | 2                           | 3                           | 12                          | 13                          |
| 1998                        | 未能晉級                    | 未能晉級                    | 未能晉級                    | 未能晉級                    | 未能晉級                    | 未能晉級                    | 未能晉級                    | 未能晉級                    | 6                           | 2                           | 2                           | 2                           | 10                          | 7                           |                             |
| 2002                        | 未能晉級                    | 未能晉級                    | 未能晉級                    | 未能晉級                    | 未能晉級                    | 未能晉級                    | 未能晉級                    | 未能晉級                    | 6                           | 3                           | 2                           | 1                           | 8                           | 6                           |                             |
| 2006                        | 未能晉級                    | 未能晉級                    | 未能晉級                    | 未能晉級                    | 未能晉級                    | 未能晉級                    | 未能晉級                    | 未能晉級                    | 6                           | 1                           | 2                           | 3                           | 6                           | 11                          |                             |
| 2010                        | 未能晉級                    | 未能晉級                    | 未能晉級                    | 未能晉級                    | 未能晉級                    | 未能晉級                    | 未能晉級                    | 未能晉級                    | 4                           | 1                           | 1                           | 2                           | 4                           | 4                           |                             |
| 2014                        | 未能晉級                    | 未能晉級                    | 未能晉級                    | 未能晉級                    | 未能晉級                    | 未能晉級                    | 未能晉級                    | 未能晉級                    | 2                           | 0                           | 1                           | 1                           | 0                           | 2                           |                             |
| 2018                        | 未能晉級                    | 未能晉級                    | 未能晉級                    | 未能晉級                    | 未能晉級                    | 未能晉級                    | 未能晉級                    | 未能晉級                    | 10                          | 2                           | 1                           | 7                           | 5                           | 18                          |                             |
| 2022                        | 未能晉級                    | 未能晉級                    | 未能晉級                    | 未能晉級                    | 未能晉級                    | 未能晉級                    | 未能晉級                    | 未能晉級                    | 8                           | 1                           | 2                           | 5                           | 6                           | 18                          |                             |
| 2026                        | 未能晉級                    | 未能晉級                    | 未能晉級                    | 未能晉級                    | 未能晉級                    | 未能晉級                    | 未能晉級                    | 未能晉級                    | 8                           | 2                           | 3                           | 3                           | 9                           | 10                          |                             |
| 2030                        | 待定                        | 待定                        | 待定                        | 待定                        | 待定                        | 待定                        | 待定                        | 待定                        | 待定                        | 待定                        | 待定                        | 待定                        | 待定                        | 待定                        |                             |
| 2034                        | 待定                        | 待定                        | 待定                        | 待定                        | 待定                        | 待定                        | 待定                        | 待定                        | 待定                        | 待定                        | 待定                        | 待定                        | 待定                        | 待定                        |                             |
| 總數                        | –                           | 0/12                        | –                           | –                           | –                           | –                           | –                           | –                           | 66                          | 15                          | 16                          | 35                          | 61                          | 106                         |                             |

## 亞洲盃成績
- 1956年 至 1992年 - 未參加
- 1996年 至 2015年 - 外圍賽出局
- 2019年  - 分組賽出局
- 2023年  - 外圍賽出局

## 海灣國家盃成績
- 1970 至 2002 - 未參加
- 2003 - 第七名
- 2004 至 2014 - 小組賽

## 阿拉伯國家盃成績
- 1963 至 1964 - 未參加
- 1966 - 小組賽
- 1985 至 1992 - 未參加
- 1998 - 退出
- 2002 至 2012 - 小組賽

## 相關網站
- 葉門足球協會
- 葉門歷年國際賽 （页面存档备份，存于）
- 葉門國家隊名單 （页面存档备份，存于）